# رئیس‌جمهور میرقنبر
رئیس‌جمهور میرقنبر فیلمی مستند به کارگردانی محمد شیروانی است. این فیلم دربارهٔ  میر قنبر حیدری شیشوان مسن ترین دانشجوی ایران است که رؤیای رئیس‌جمهور یا نماینده مجلس شدن دارد و طی دهه‌ها در انتخابات مختلف شرکت کرده‌است.
این فیلم در روزهای آخر دولت محمد خاتمی در ایران فیلم‌برداری شده‌است و در سال ۱۳۸۴ زمانی که محمود احمدی‌نژاد به‌پیروزی رسیده بود، در جشنواره فیلم لوکارنو به‌نمایش درآمد. در همان زمان در جشن خانه سینما به عنوان بهترین فیلم مستند سال برگزیده شد و پس از آن در ژاپن نشان عالی بهترین فیلم مستند سال ۲۰۰۵ آسیا را به‌دست‌آورد، این فیلم هیچ‌گاه در ایران به‌نمایش عمومی درنیامده است.